# Гылыбово (община)
Гылыбово (болг. Община Гълъбово) — община в Болгарии. Входит в состав Старозагорской области. Население составляет 15 228 человек (на 21.07.05 г.).
Административный центр общины в городе Гылыбово. Кмет общины Гылыбово — Николай Тонев Колев по результатам выборов 2007 года.
Община Гылыбово расположена в центральной части Болгарии. Территория общины занимает площадь 348,8 км². Община граничит с общинами Раднево, Опан, Симеоновград и Тополовград.

## Состав общины
В состав общины входят следующие населённые пункты:
1. село Априлово
2. село Великово
3. село Главан
4. город Гылыбово
5. село Искрица
6. село Медникарово
7. село Мусачево
8. село Мыдрец
9. село Обручиште
10. село Помоштник
11. село Разделна

## Транспорт
Через территорию общины проходит автодорога связывающие северную и южную части Болгарии — E 85 «Русе — Капитан-Андреево» (из Румынии в Турцию и Грецию). Железнодорожная линия, проходящая через Гылыбово, Раднево и Нова-Загору соединяет Симеоновград с Бургасом и Варной.